# Girl from the North Country
Pistes de The Freewheelin' Bob Dylan
Blowin' in the Wind Masters of War
Girl from the North Country est une chanson écrite par Bob Dylan et qui figure sur l'album The Freewheelin' Bob Dylan, sorti en 1963. Six ans plus tard, il la reprend avec Johnny Cash sur son album country Nashville Skyline.

## Origine de la chanson
Bob Dylan a écrit cette chanson à la suite de son premier voyage en Angleterre en décembre 1962. Il a repris dans cette chanson certains thèmes musicaux et des paroles de Scarborough Fair, une ballade médiévale anglaise notamment chantée par Simon & Garfunkel sur l'album Parsley, Sage, Rosemary and Thyme (1966). La chanson de Dylan Boots of Spanish Leather, parue en 1964 sur The Times They Are a-Changin', lui ressemble également fortement, musicalement.

## Reprises (non exhaustif)
- Hugues Aufray l'a adaptée en français sous le titre La Fille du nord et l'a publiée en 1965 comme premier titre de son album Aufray chante Dylan. Le texte est adapté par Pierre Delanoë, avec beaucoup de liberté par rapport au texte original de Dylan. En 2009, Hugues Aufray sort un autre album sur les succès de Bob Dylan, New Yorker, et y inclut à nouveau ce titre, chanté cette fois en duo avec Eddy Mitchell[2],[3].
- Rod Stewart l'a reprise sur son album de 1974 Smiler[4].
- La chanson de Pete Townshend North Country Girl, parue sur l'album All the Best Cowboys Have Chinese Eyes (1982), puise aux mêmes sources que celle de Dylan.
- Jean-Jacques Goldman et Francis Cabrel l'ont reprise en 1993 lors de l'émission Taratata en une version français/anglais.
- Louis Bertignac l'a reprise sur son album live de 1998 Bertignac live[5].
- Lors du concert au Town Hall en juin 2005, Mark Oliver Everett, leader du groupe Eels, reprend cette chanson avec un quatuor à cordes.
- Neil Young a publié une reprise de cette chanson sur son album A Letter Home, sorti en 2014[6].
- Elle a aussi été reprise par Lions, groupe de rock texan, pour la série Sons of Anarchy où elle jouée pendant l'épisode 1 de la saison 2.
- Emily Loizeau  l'a adaptée en français sous le titre "Celle qui vit vers le Sud" dans l'album Icare sorti en septembre 2021. En l'orientant au Sud la chanson devient porteuse d'un autre message[7].